# Потюо (броненосный крейсер)
Броненосный крейсер «Потюо» (фр. Pothuau) — боевой корабль французского флота конца XIX века. Стал версией броненосных крейсеров типа «Амираль Шарне», которые сами являлись в свою очередь удешевлённой версией «Дюпюи-де-Лома». Построен в единственным экземпляре. В некоторых источниках считается бронепалубным. Низкие боевые характеристики «Потюо» вызвали поворот французского военно-морского ведомства к более крупным крейсерам, первым из которых стала «Жанна д’Арк».

## Проектирование и постройка
Малые броненосные крейсера типа «Амираль Шарне», являвшиеся удешевленной версией броненосного крейсера «Дюпуи де Лом», все же казались французскому адмиралтейству излишне крупными и дорогими. Кроме того, стремление сохранить на адекватном уровне вооружение и защищенность меньших кораблей привело к потере скорости. Это вызывало сомнения в способности кораблей выполнять свою основную задачу — в случае войны, осуществлять рейдерские операции против британской торговли.
В 1893 году было принято решение заложить новый броненосный крейсер, который бы являлся более быстроходной и дешевой версией крейсеров типа «Амираль Шарне». Этим крейсером стал «Потюо», названный в честь французского адмирала XIX века Луи Пьера Алексиса Потюо.

## Конструкция
Корпус крейсера имел традиционную для французских кораблей сигарообразную форму с сильным завалом бортов внутрь в верхней части, и выступающим тараном в носу. Из-за необходимости достижения высокой скорости, «Потюо» получился несколько длиннее и шире предшествующих крейсеров — его длина составляла 110 метров, ширина по миделю 15,3 метра и осадка — 6,5 метра. Водоизмещение крейсера составляло 5374 тонны.
Его корпус имел характерный прогиб в центральной части, из-за чего нос и корма казались задранными вверх. Надстройка представляла собой единое целое с бортами крейсера. В отличие от предшествующих крейсеров, «Потю» имел только легкие сигнальные мачты, между которыми располагались три трубы и многочисленные вентиляторы.

### Вооружение
Основное вооружение крейсера состояло из двух 194-мм 40-калиберных орудий образца 1893 года; по одному такому орудию стояло в броневой башне на носу и на корме соответственно и из восьми 138-мм 45-калиберных орудий, установленных в казематах за броневыми щитами (а не в вращающихся башнях, как на предшествующих крейсерах) побортно. Казематы были расположены так, что крайние (ближайшие к носу или корме) пары не перекрывали погонного/ретирадного огня ближайшим к центру корпуса. Ещё два таких же орудия были установлены в центре корпуса, на выступающих бортовых спонсонах, и могли стрелять как вперед, так и назад по курсу.
Таким образом, полный бортовой залп крейсера составлял два 194-мм и пять 138-мм орудий, а погонный и ретирадный — одно 194-мм и шесть 138-мм орудий. Однако, такое усиление залпа было достигнуто ценой значительного ослабления защиты скорострельной артиллерии — орудия стояли в небронированных казематах, прикрытые только противоосколочными щитами.
Противоминное вооружение состояло из десяти 3-фунтовых орудий Гочкисса и восьми 1-фунтовых пятиствольных револьверных орудий Гочкиса. В качестве торпедного вооружения, крейсера этого типа несли по два 450-мм торпедных аппарата с каждого борта.

### Бронирование
Бронирование крейсера «Потюо» было существенно ослаблено по сравнению с предшествующими кораблями типа «Амираль Шарне» — что позволило ряду специалистов классифицировать этот корабль как «бронепалубный» крейсер. Его броневой пояс тянулся на всю длину корабля; его высота составляла 4 метра, из которых 1,5 метров находились под водой. Пояс был изготовлен из никелевой стали, его толщина составляла всего около 60 миллиметров, и к нижней кромке пояс утоньшался до 35 миллиметров.
Основную защиту корабля представляла выпуклая броневая палуба, проходившая на уровне ватерлинии. Её края спускались под воду, образовывая скосы, соединявшиеся с нижними краями броневого пояса. Толщина палубы составляла 35 миллиметров в плоской части, и 85 миллиметров на скосах. Таким образом, скосы палубы подкрепляли броневой пояс, защищая подводную часть корабля от попаданий.
Две башни крейсера были защищены броневыми плитами толщиной 140 миллиметров. Казематы не были бронированы, но орудия в них имели противоосколочные щиты.

### Силовая установка
Силовая установка была двухвальной. Две вертикальные паровые машины получали пар от 18 котлов Белльвиля и развивали до 10000 л.с. Этого хватало для достижения скорости в 19 узлов. Запас хода на экономичной скорости в 10 узлов составлял порядка 7400 км.

## Оценка проекта
Про «Pothuau» капитан 1 ранга A.M. Абаза писал, что посещая его, «всякий раз радовался, что это французский крейсер, а не русский», поскольку являл собой образец того, как не надо строить боевые корабли. Хотя эта оценка может быть излишне резкой, в целом, крейсер «Потю» не был впечатляющим представителем французского кораблестроения. Построенный, скорее, как попытка усилить бронепалубный крейсер добавлением броневого пояса, он все же имел слишком слабую защиту для своих значительных размеров и водоизмещения. Главный броневой пояс крейсера был слишком тонким, и не давал надежной защиты от огня 150-мм орудий английских кораблей на большинстве боевых дистанций. Хотя мощная броневая палуба делала поражение жизненно важных частей корабля в бою маловероятным, главное преимущество французских броненосных крейсеров — надежная защита борта у ватерлинии — не была достигнута. Кроме того, скорострельная артиллерия корабля была защищена довольно слабо по сравнению с башенными установками на предыдущих проектах.
С другой стороны, «Потюо» был весьма хорошо вооружен для своих размеров, и имел хорошие ходовые качества. Кроме того, в отличие от других французских крейсеров, он не был сильно перегружен и был весьма остойчив. Тем не менее, французы сочли его положительные качества недостаточными для столь дорогого корабля, и в дальнейшем не пытались развивать это направление, переключившись на серийное строительство крупных броненосных крейсеров.